# ピットブル (ラッパー)
ピットブル（Pitbull 1981年1月15日 - ）は、アメリカ合衆国 フロリダ州 マイアミ出身の歌手、ラッパーである。身長171cm。本名は「アルマンド・クリスティアン・ウリア・ルイス・ペレス(Armando Christian Uria Ruiz Pérez)」。「Mr. Worldwide（ミスタ・ワールドワイド）」としても知られる。
他の歌手とフィーチャリングする事が多くなった為、エレクトリック-ハウス、ヒップ-ハウス、ダンス-ポップ系の曲も歌う。最近ではヒップホップとレゲトンのミックススタイルの音楽プロデューサーとしても活動している。

## 人物
両親はキューバ人で、「マイアミで最もキューバ人が多く住む」と言われるリトル ハバーナ地区で育った移民二世。英語とスペイン語のバイリンガルで、キューバの詩人ホセ・マルティ(José Martí)と、Miami Bass（ブーティ・ミュージック）の影響を受けて育つ。
エンジニアリングの高校に通っていた時から歌手としての才能を感じ、何か目立つ音楽のジャンルをと、「ダーティ・ラップ（汚いフレーズを使うラップ曲）」を選んで、曲を書き出した。歌い始めた時、ある人から「歌っている様子がまるで犬のピットブルみたいだ」と言われた事から、「ピットブル」と名乗るようになった。
その後、スヌープ・ドッグ等のヒップホップに強く影響を受け、本格的に活動を開始。後に、プロデュース・チーム「“The Diaz Brothers”」との仕事を経て、その才能を人気ラッパーの「リル・ジョン」(Lil Jon)に認められ、2002年に発売された彼のアルバムで歌手としてデビューする。
2004年のデビューアルバム『M.I.A.M.I (Money Is A Major Issue) (El dinero es un problema importante)』でメジャーデビューを果たす。これが、全米で50万枚以上をセールスし、ゴールドディスクを獲得するヒットを記録、一躍スターへ。

## 略歴
2004年8月24日に『M.I.A.M.I.』でデビュー。全米アルバムチャートにて、14位を記録。セールス面でも50万枚以上を売り上げ、全米でゴールドディスクに輝く。
2006年10月30日、2ndアルバム『El Mariel』をリリース。全米アルバムチャートにて、17位を記録。
2007年11月27日、3rdアルバム『The Boatlift』をリリース。全米アルバムチャートにて、50位を記録。

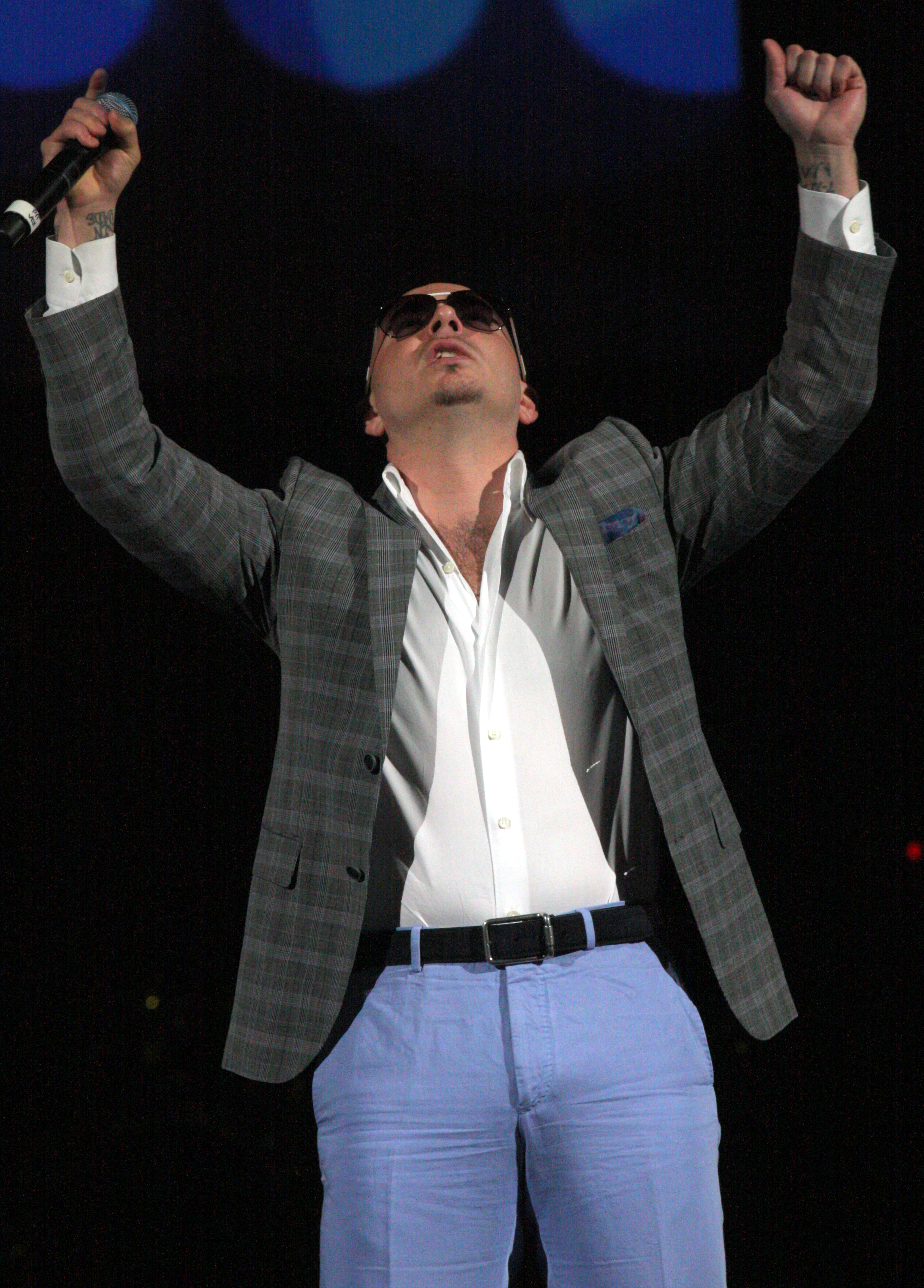
2011年のライヴ

2009年4月3日全米公開の映画『ワイルド・スピード MAX』（原題: Fast & Furious）の劇中歌に、ファレル・ウィリアムスとフィーチャリングした楽曲ブランコ（Blanco）が使用される。また、同映画のサウンドトラックCDにも収録されている。
2009年9月1日、4thアルバム『Rebelution』をリリース。全米アルバムチャートにて、8位を記録。このアルバムから「"I Know You Want Me (Calle Ocho)"」を初めとする大ヒット曲が、多数生まれる。
2010年11月2日、スペイン語アルバム『Armando』をリリース。全米アルバムチャートにて、65位を記録。収録曲「Maldito Alcohol」はゲームSaints Row: The Thirdに使用されている。
2011年6月17日、5thアルバム『Planet Pit』をリリース。全米アルバムチャートにて、自身最高の初登場7位を記録した。また、世界各国でもチャート上位にランクインしている。このアルバムには、全米シングルチャート1位に輝いた大ヒット曲「"Give Me Everything"」が収録されている。
2012年11月16日、6thアルバム『Global Warming』をリリース。全米アルバムチャートにて、14位を記録。

## 法律問題
2011年、歌手のリンジー・ローハンに訴訟を起こされた。これは、彼のアルバム『Planet Pit』収録のヒット曲「"Give Me Everything"」内の歌詞における「リンジー・ローハンみたいに刑務所入りだ」という一節をリンジー側が不服としたもので、彼女の弁護士側は「リンジー自身に回復不能な損害を与える」とし、この楽曲の放送禁止と損害賠償金の支払いを求めている。しかし、2013年、ニューヨーク州連邦裁判所は、同曲は芸術活動における単なる表現に過ぎないものとして、リンジー・ローハンの訴えを却下した。

## ディスコグラフィー

### アルバム
| 2004年                                 | M.I.A.M.I. - 2004年8月24日 - 販売レーベル: TVT                    | 14 | —  | —  | —  | —  | —  | —  | —  | - アメリカ：ゴールド |
| 2006年                                 | El Mariel - 2006年10月30日 - 販売レーベル: TVT/Bad Boy            | 17 | —  | —  | —  | —  | —  | —  | —  |                      |
| 2007年                                 | The Boatlift - 2007年11月27日 - 販売レーベル: TVT/Bad Boy/Poe Boy | 50 | —  | —  | 27 | 23 | 20 | —  | —  |                      |
| 2009年                                 | Rebelution - 2009年9月1日 - 販売レーベル: J Records               | 8  | 3  | 65 | 24 | 8  | 20 | 42 | 88 | - カナダ：ゴールド   |
| 2011年                                 | Planet Pit - 2011年6月17日 - 販売レーベル: J records              | 7  | 4  | 4  | 14 | 3  | 3  | —  | 18 |                      |
| 2012年                                 | Global Warming - 2012年11月16日 - 販売レーベル: RCA Records       | 14 | 12 | 14 | 43 | 15 | 12 | —  | 59 |                      |
| 2014年                                 | Globalization - 2014年11月24日発売 - 販売レーベル: RCA Records    | 18 | 15 | 60 | —  | 34 | —  | —  | —  | - アメリカ：プラチナ |
| 2015年                                 | Dale - 2015年7月17日発売 - 販売レーベル: Mr. 305                  | 97 | —  | —  | —  | 71 | —  | —  | —  |                      |
| 2017年                                 | Climate Change - 2017年3月17日発売 - 販売レーベル: RCA Records    | 29 | 20 | 74 | —  | 69 | —  | —  | —  |                      |
| 2019年                                 | Libertad 548 - 2019年9月27日発売 - 販売レーベル: Mr. 305          | —  | —  | —  | —  | —  | —  | —  | —  |                      |
| "—" はチャートに入らなかった事を表す。 |                                                                   |    |    |    |    |    |    |    |    |                      |

### スペイン語アルバム
- Armando (2010年、全米65位。)

### 代表曲
- "Culo" (featuring Lil Jon) (2004年、『M.I.A.M.I.』収録。)
- "The Anthem" (featuring Lil Jon) (2007年、『The Boatlift』収録。)
- "Krazy" (featuring Lil Jon) (2008年、『Rebelution』収録。)
- "I Know You Want Me (Calle Ocho)"  (2009年、『Rebelution』収録。彼の最大のヒット曲。全米ダブルプラチナム。)
- "Hotel Room Service" (2009年、『Rebelution』収録。)
- "Hey Baby (Drop It to the Floor)" (featuring T-Pain) (2010年、『Planet Pit』収録。)
- "Give Me Everything" (2010年、『Planet Pit』収録。全米1位。)
- "International Love (featring Chris Brown ) (2011年　『Planet Pit』収録。)
- "Don't Stop The Party"(Featuring (TJR) (2012年 『Global Warming』収録。)
- "Feel This Moment"(Featuring Christina Aguilera) (2012年 『Global Warming』収録。)
- "Time of Our Lives"(Featuring Ne-yo) (2014年 『Globalization』収録。)